# Zone industrielle de Bamenda-Nkwen
La zone industrielle de Bamenda-Nkwen en abrégé ZIBAM est un territoire de la ville de Bamenda au lieu dit Nkwen où sont implantées plusieurs industries et sociétés d'essences, d'agriculture, de transformation, d’agroalimentaire, de commerce, de distribution et de transports. Elle est située dans la région du Nord-Ouest au Cameroun.

## Description
La zone s'étend sur 44 hectares (ha) et touche un arrondissement Nkwen situé dans le département de la Mezam à la région du Nord-Ouest du Cameroun,.

## Gestion
| \| 500 km1:18 610 000 \| Yaoundé (114 ha) Bassa(150 ha) Ngaoundéré (115 ha) Djamboutou (90 ha) Bamenda (44 ha) Ombé (17 ha) Koumé (105 ha) Mandjou (120 ha) Bonabéri (192 ha) Bafoussam (28 ha) Kribi (3000 ha) Yassa (400 ha) Dibombari (300 ha) Nomayos (201 ha) Meyomessala (100 ha) |
| 500 km1:18 610 000 |

| 500 km1:18 610 000 |

| Zones industrielles existantes |
| Zones industrielles en projet  |
| (192 ha) Taille (en hectares)  |

La gestion de la zone industrielle de Bamenda-Nkwen est assurée par la Mission de développement et d’aménagement des zones industrielles (Magzi) sous-tutelle du Ministère des Mines, de l’Industrie et du Développement Technologique.

## Transports
Elle est une zone transit en matière de logistique et transport. Elle dessert les voies terrestres et aériennes.